# Ataenogera irwini
Ataenogera irwini är en tvåvingeart som beskrevs av Hauser och Webb 2007. Ataenogera irwini ingår i släktet Ataenogera och familjen stilettflugor.
Artens utbredningsområde är Peru. Inga underarter finns listade.